# 米爾納佩奇
米爾納佩奇（斯洛維尼亞語： 發音：[ˈmiːɾna ˈpeːtʃ]），是斯洛維尼亞東南部米尔纳佩奇市镇的農村聚居地及行政中心。

## 教堂
當地的堂區教堂是獻給聖坎蒂尼烏斯，屬於天主教新梅斯托教區。它建於1915年，位於15世紀的前身遺址上。

## 外部連結
- Mirna Peč at Geopedia （页面存档备份，存于）